# Staševica
Staševica är en ort i Kroatien.   Den ligger i länet Dubrovnik-Neretvas län, i den sydöstra delen av landet, 300 km söder om huvudstaden Zagreb. Staševica ligger 28 meter över havet och antalet invånare är 922.
Terrängen runt Staševica är kuperad. Runt Staševica är det glesbefolkat, med 19 invånare per kvadratkilometer. Närmaste större samhälle är Opuzen, 17,8 km sydost om Staševica. 